# Bosellia mimetica
Bosellia mimetica är en snäckart som beskrevs av Trinchese 1891. Bosellia mimetica ingår i släktet Bosellia och familjen sammetssniglar. Inga underarter finns listade i Catalogue of Life.

## Bildgalleri

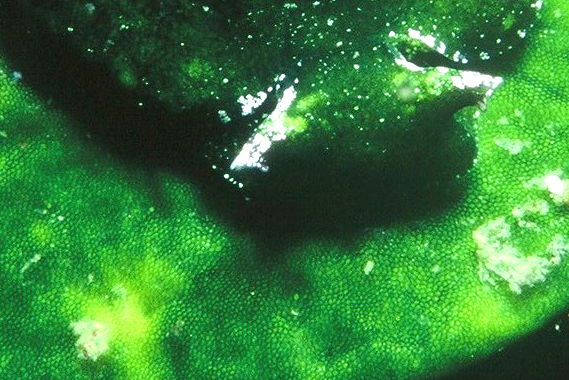
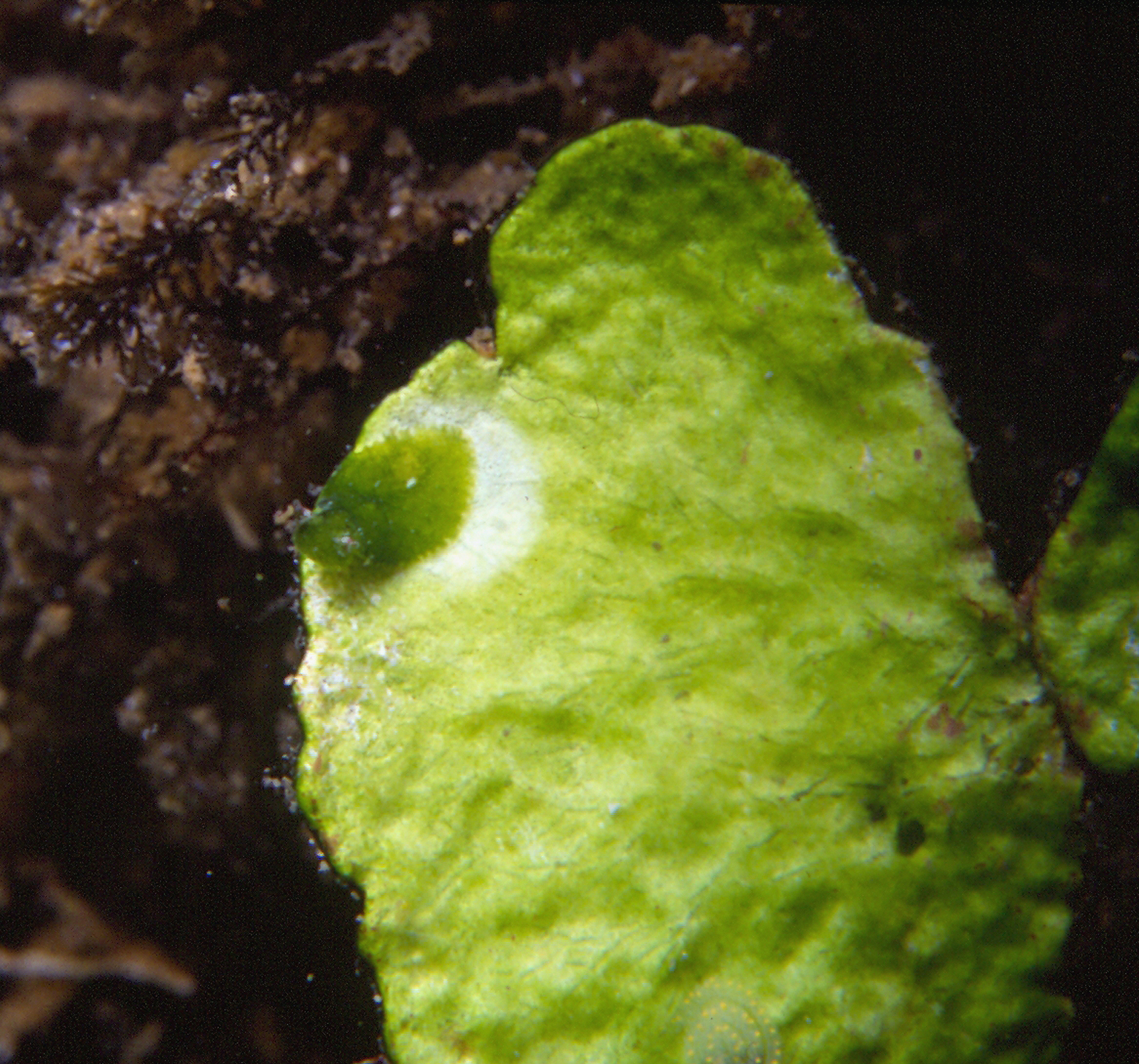
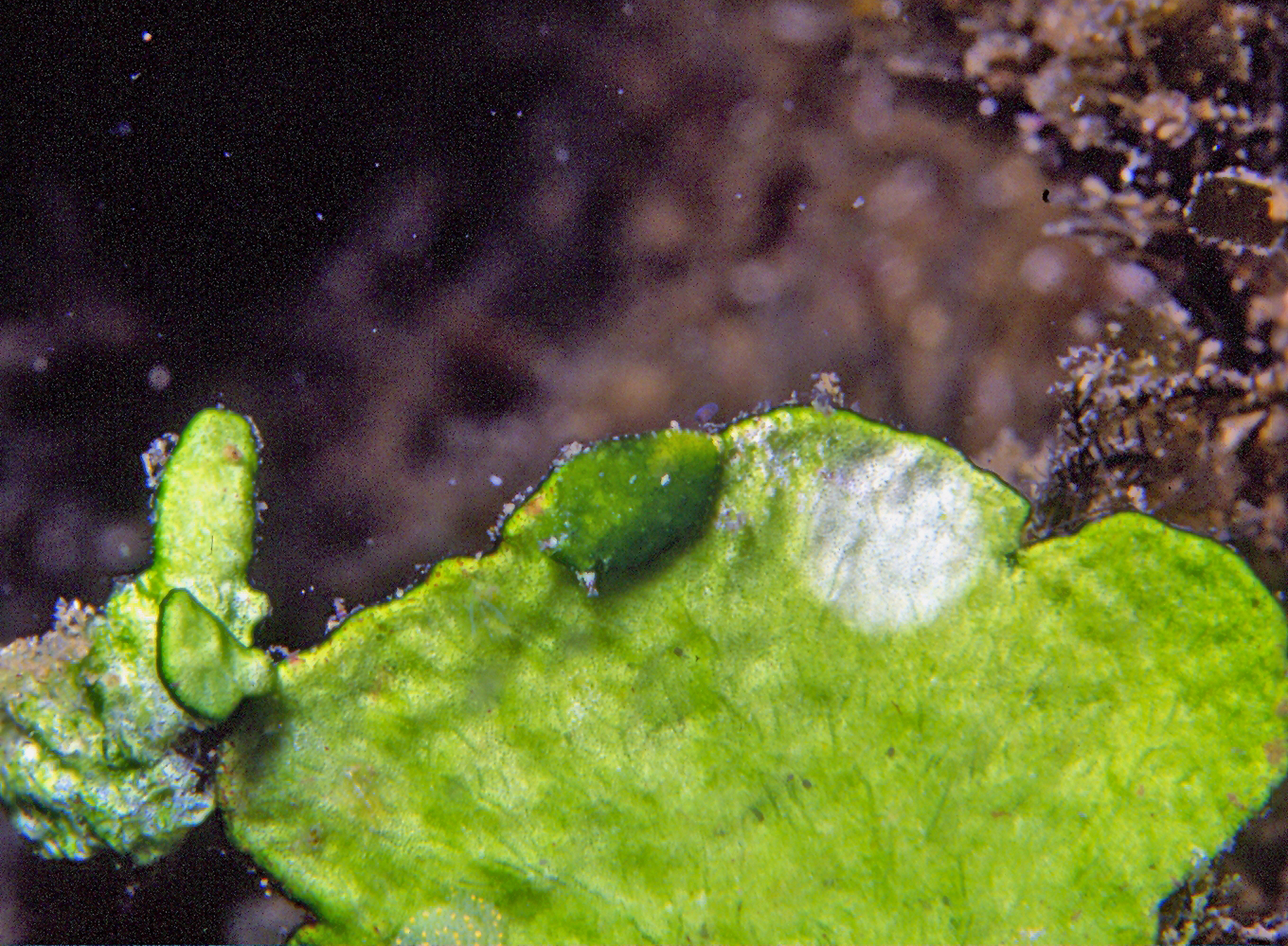
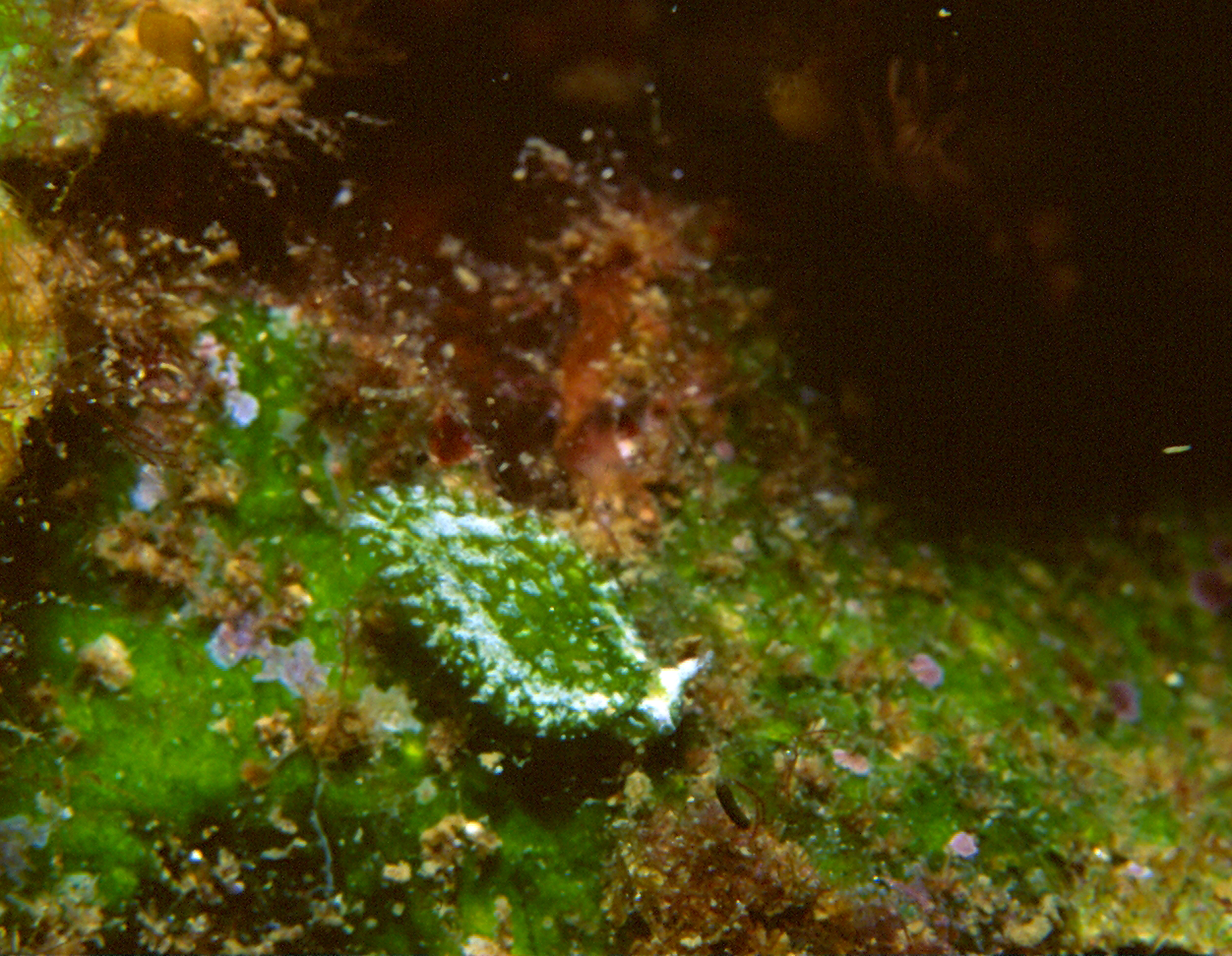
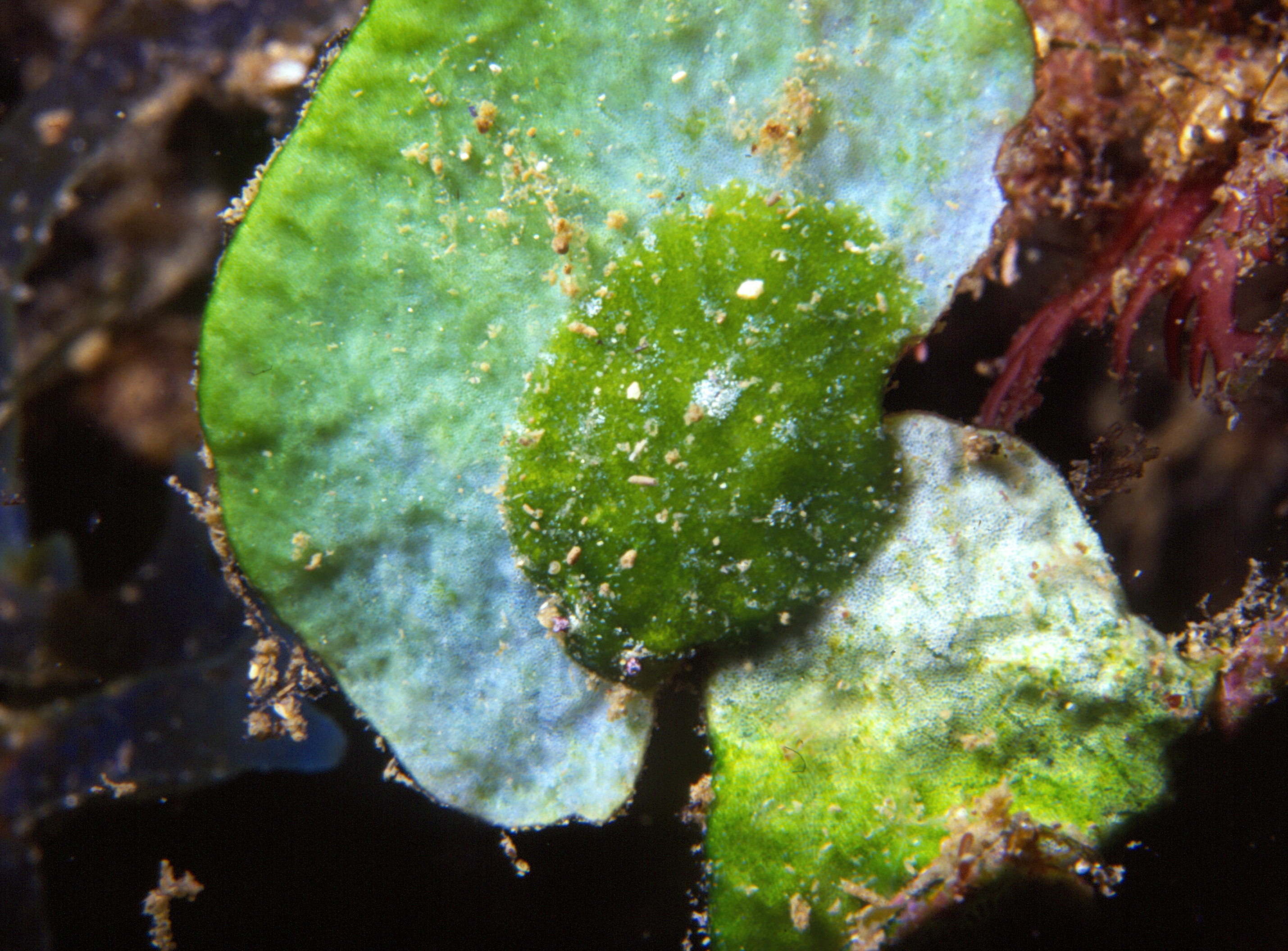
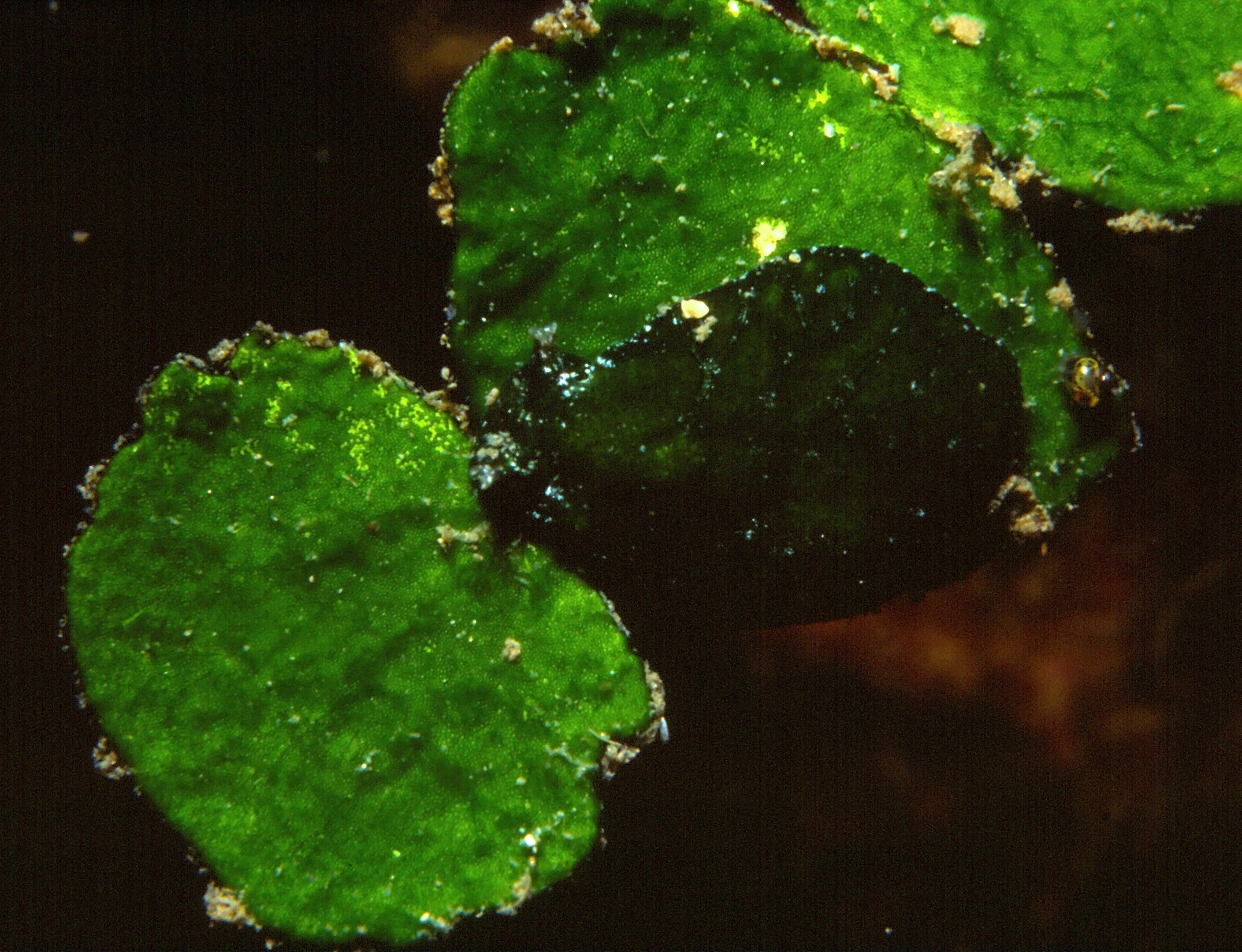